# أوسكار جيمس
أوسكار جيمس (بالإنجليزية: Oscar James)‏ (و. 1942 – م) هو ممثل، من ترينيداد وتوباغو، ولد في ترينيداد.

## وصلات خارجية
- أوسكار جيمس على موقع IMDb (الإنجليزية)
- أوسكار جيمس على موقع أول موفي (الإنجليزية)
- أوسكار جيمس على موقع قاعدة بيانات الفيلم (الإنجليزية)